# Срібний лавровий лист

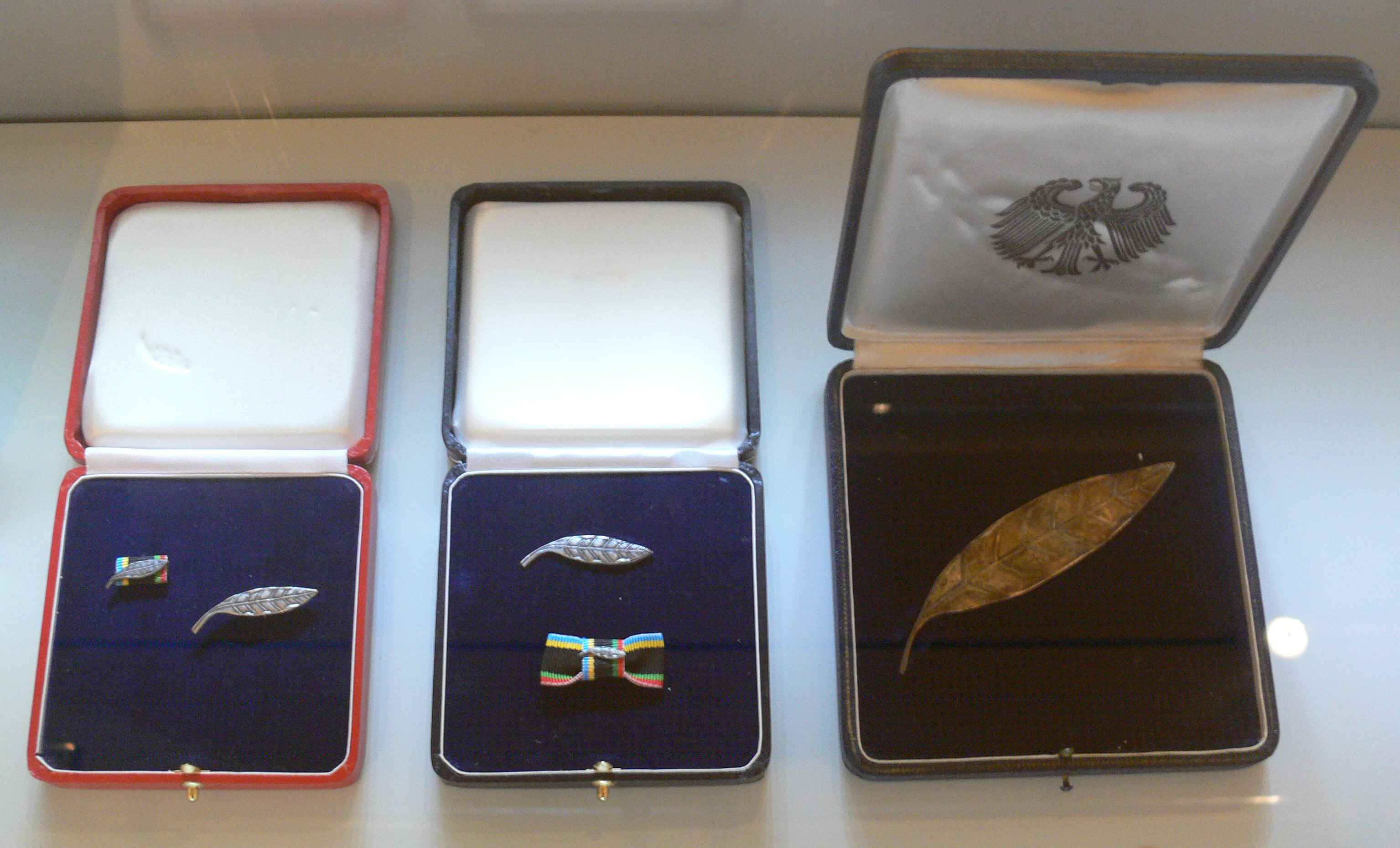
Різні типи «Срібного лаврового листа» (індивідуальні для чоловіків і жінок та командний)

Срібний лавровий лист (нім. Silbernes Lorbeerblatt) — найвища спортивна нагорода Німеччини. Нагорода була заснована 23 червня 1950 року першим Федеральним президентом ФРН Теодором Гойсом. «Срібний лавровий лист» вручається німецьким спортсменам та спортивним командам, які досягли найвидатніших досягнень в спорті, стали призерами Олімпійських і Паралімпійських ігор, отримали високі міжнародні звання (у тому числі, звання чемпіона світу з футболу).
Кандидати на отримання нагороди мають бути представлені президентом Олімпійської спортивної конфедерації Німеччини на розгляд президентові Німеччини. Зроблений запит проходить розгляд Агентством президента, а також Федеральним міністерством внутрішніх справ, оскільки ця установа відповідає за спорт в Німеччині. Міністерство внутрішніх справ підписує схвальну заявку на основі 58 статті «Основного закону Федеративної Республіки Німеччини».

## Відомі кавалери
- Фріц Тідеман[3], кінний спорт, 25 червня 1950
- Інге Поман[3], теніс, 25 червня 1950
- Франц Беккенбауер[3], футбол
- Верена Бентеле[3], паралімпійський біатлон, паралімпійські лижні гонки
- Кірстен Бран[4], паралімпійський плавання
- Штеффі Граф[5], теніс
- Фабіан Гамбюхен[6], спортивна гімнастика
- Маттіас Штайнер[7], важка атлетика, 2008[8]
- Біргіт Прінц[9], футбол
- Єнс Вайсфлог[3], стрибки з трампліну
- Борис Бекер, теніс, 1985
- Борис Бекер, Міхаель Штіх (подвійне нагородження)[10], теніс, 6 жовтня 1992
- Бенгт Зікарскі[11], плавання
- Міхаель Шумахер[12], формула-1, 1995
- Себастьян Феттель[12], формула-1, 22 лютого 2012
- Дірк Новіцкі[13], баскетбол
- Лена Шенеборн[14], сучасне п'ятиборство, 2008
- Ганс Ленк[15], академічне веслування
- Магдалена Нойнер[16], біатлон
- Генріх Попов[17], паралімпійська легка атлетика, 6 листопада 2012
- Надін Ангерер

## Команди

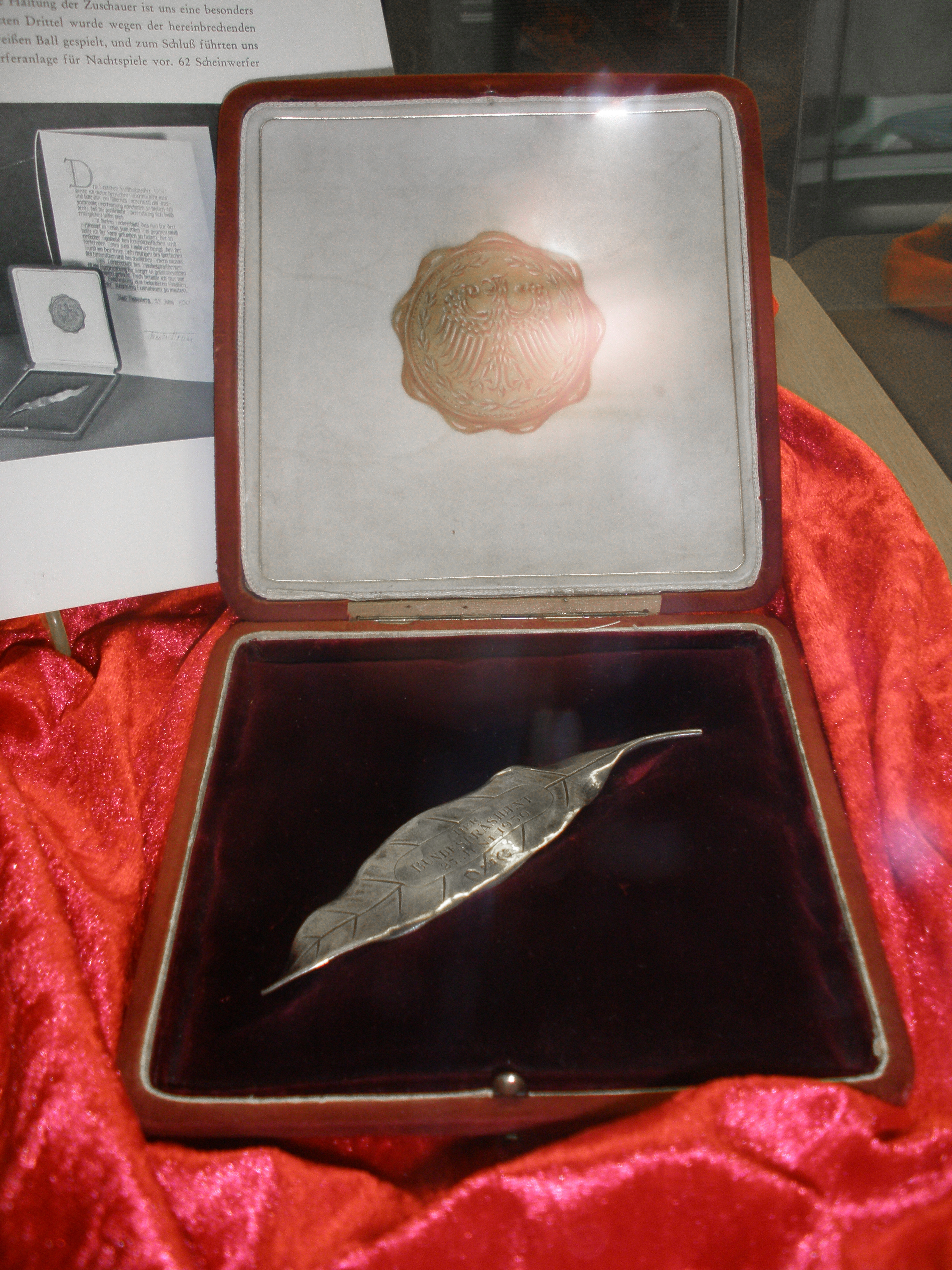
Перший «Срібний лавровий лист», вручений спортивній команді

- Футбольний клуб «Штутгарт» (чемпіон ФРН 1950 року)
- Шосейна велосипедна команда Team Telekom (перше місце на Тур де Франс 1997 року)
- Збірна Німеччини з футболу (Чемпіон Європи 1972, 1980, 1996 та чемпіон світу 1954, 1974, 1990, 2014)
- Жіноча збірна Німеччини з футболу (Чемпіон Європи 1989, 1991, 1995, 1997 та чемпіон світу 2003, 2007)
- Збірна Німеччини з гандболу (Чемпіон світу 2007)